# Vuelo 7425 de Aeroflot
El vuelo 7425 de Aeroflot se refiere a un Tupolev Tu-154B-2, registro CCCP-85311 de la aerolínea soviética Aeroflot, que operaba un servicio de pasajeros desde Karshi, con escala en Ufa y finalizando en Leningrado programado dentro de la división de Uzbekistán de la aerolínea, que se estrelló cerca de Uchkuduk, Uzbekistán, SSR, soviético Sindicato el 10 de julio de 1985. El accidente mató a todos los 200 ocupantes a bordo. Los investigadores determinaron que la fatiga de la tripulación fue un factor en el accidente.
En su momento fue el desastre aéreo más letal en la historia de la aviación soviética y hoy en día de Uzbekistán, el más letal en la historia de Aeroflot y el accidente más letal que involucra a un Túpolev Tu-154.

## Pasajeros y tripulación
El vuelo 7425 tenía 139 adultos y 52 niños a bordo. El capitán fue Oleg Pavlovich Belisov, el copiloto fue Anatoliy Timofeevich Pozjumskij, el navegante fue Harry N. Argeev y el ingeniero de vuelo fue Abduvahit Sultanovich Mansurov. En la cabina había cinco auxiliares de vuelo.

## Accidente
La aeronave cubría el primer tramo del vuelo, navegando a una altitud de 11,600 metros (38,100 pies) con una velocidad aérea de solo 400 kilómetros por hora (250 mph), cerca de la velocidad de pérdida para esa altitud. La baja velocidad causó vibraciones que la tripulación de aire asumió incorrectamente como sobretensiones del motor. Usando las palancas de empuje para reducir la potencia del motor al ralentí del vuelo, la tripulación causó una caída adicional en la velocidad del aire a 290 km/h (180 mph). La aeronave se detuvo y dio una vuelta plana, estrellándose contra el suelo cerca de Uchkuduk, Uzbekistán, en ese momento en la Unión Soviética. No hubo sobrevivientes entre los 191 pasajeros y los 9 tripulantes.

## Causas
La grabadora de voz de la cabina del vuelo 7425 fue destruida en el accidente. Investigadores con la ayuda de psicólogos estudiaron los factores humanos que llevaron al incidente de la aviación. Sus hallazgos fueron que la tripulación de vuelo del vuelo 7425 estaba muy fatigada en el momento del accidente debido a que tenían que pasar 24 horas en el aeropuerto de salida antes del despegue. Otro factor en el choque fueron las regulaciones inadecuadas para las tripulaciones que se encuentran en condiciones anormales.